# Blauwe Vogels
De Blauwe Vogels is de naam die gegeven wordt aan de leden van de Bijzondere Eisen-speltak van Scouting Nederland voor mensen met een verstandelijk of lichamelijke beperking.

## Omschrijving
Ook kinderen met een beperking kunnen, binnen hun eigen mogelijkheden, het Scoutsspel spelen. Momenteel bieden zo'n 70 scoutinggroepen in Nederland deze speltak aan, dit zowel als volledig onafhankelijke groepen als binnen gewone groepen. Deze speltak is vergelijkbaar met AKABE binnen Scouts en Gidsen Vlaanderen.

## Oorsprong
De term Blauwe Vogel komt uit het sprookje De blauwe vogel (l'Oiseau Bleu) van de Belgische schrijver Maurice Maeterlinck. Het sprookje gaat over het meisje Mytyl en haar broertje Tyltyl. Zij zijn op zoek naar de Blauwe Vogel, want van een fee hebben ze gehoord dat ze daarmee hun zieke buurmeisje kunnen genezen. Op hun zoektocht maken ze spannende avonturen mee, maar ze kunnen de Blauwe Vogel niet vinden. Als ze weer thuiskomen, besluiten ze om hun eigen, witte duif aan het buurmeisje te geven. En dan gebeurt er iets merkwaardigs: de duif wordt blauw en het buurmeisje geneest. De moraal van het verhaal: door iets van jezelf te geven, breng je een ander geluk.